# 武田久
武田 久（たけだ ひさし、1978年10月14日 - ）は、徳島県徳島市出身の元プロ野球選手（投手）。右投左打。現在は北海道日本ハムファイターズの投手コーチを務める。

## 経歴

### プロ入り前
生光学園中学校2年までは主に内野手を務め、投手として活躍し始めたのは3年生になってからだった。軟球でスライダーやカーブを投げられ、四国大会での優勝に貢献するなど活躍したが、投手にはこだわりをもっておらず誘いを受けていた強豪高へ進学し野手転向を考えていた。しかし、本人が留守中に生光学園高等学校の野球部長と監督が家を訪れ、父親を説得して同校への進学が決まった。その後は周囲に説得され、投手を継続した。生光学園では1995年夏の徳島大会で準優勝。同年秋は四国大会に進むが、1回戦で岩村明憲のいた宇和島東高に敗退し春の選抜出場を逸する形となった。翌1996年夏も徳島大会準々決勝で鴨島商に惜敗し、甲子園大会には出場できなかった。
卒業後は駒澤大学に進学。東都大学野球リーグでは1年生の1997年春季リーグから登板し、同年秋季リーグでは優勝を経験。防御率1位となり最高殊勲選手（MVP）に選ばれた。同年の第28回明治神宮野球大会では準決勝に進むが、近大に延長16回敗退。しかしその後はチームが低迷し、リーグ優勝には届かなかった。リーグ通算63試合に登板し、当時の駒澤大学の投手通算勝利数としては、新井富夫（日本通運の先輩にもあたる）の30勝、橋本時男の26勝に次ぎ、河原純一の23勝と並ぶ3位タイの23勝（18敗）。防御率2.27、232奪三振。駒大では3学年先輩に高橋尚成、2学年先輩に新井貴浩、1学年後輩に稲田直人と前田大輔と川岸強、2学年後輩に梵英心、3学年後輩に古谷拓哉がいた。
卒業後は日本通運に入社、配送業務を担当していた。2001年の都市対抗に出場し、2勝を挙げる。準々決勝ではJTを相手に史上6人目の毎回奪三振を達成した。しかし三菱自動車岡崎との準決勝では、延長10回に投手陣が福川将和らに打ち込まれ敗退。この大会では若獅子賞を受賞した。
2002年の都市対抗でも活躍し、ドラフト会議では、日本ハムファイターズから4巡目で指名を受け、推定年俸1500万円という条件で入団した。背番号は当初43に内定していたが、後に入団するエンジェル・エチェバリアが着用を希望したことから、54に変更された。

### 日本ハム時代

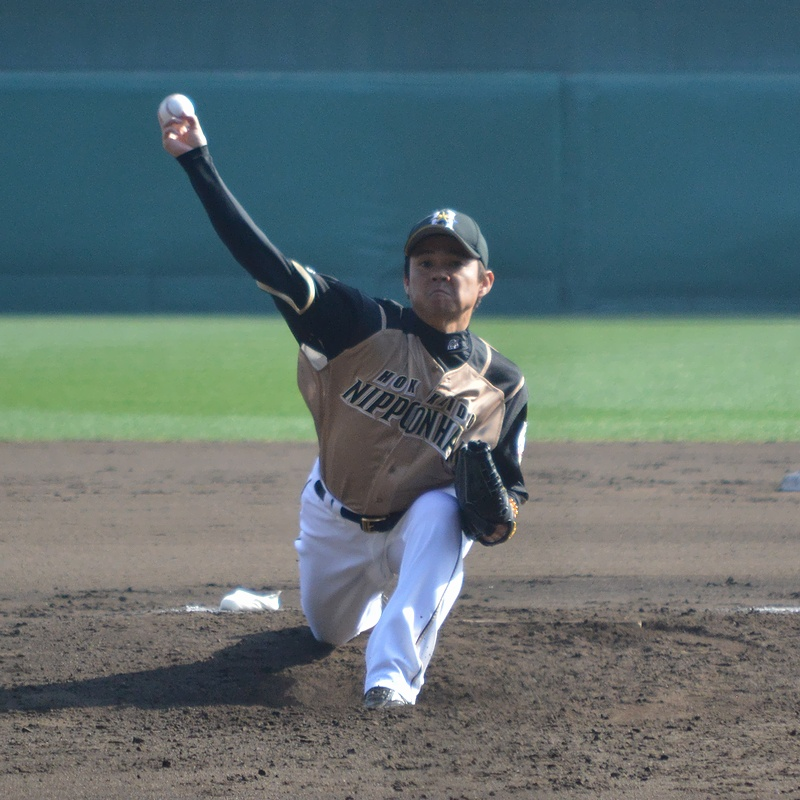
日本ハム時代 (2013年)

2003年は一軍公式戦に中継ぎで13試合に登板。6月2日の対大阪近鉄バファローズ戦（東京ドーム）で初勝利を挙げた。
2004年から背番号を21に変更。後に退団するまで着用したが、一軍公式戦では7試合の登板にとどまった。
2005年はシーズン後半の一軍公式戦で、閉幕までに15登板試合（22イニング）連続無失点を記録。「勝利の方程式」に定着した。
2006年はマイケル中村・岡島秀樹などとともにリリーフで重用された結果、一軍公式戦で球団史上最多の75試合に登板。パシフィック・リーグ（パ・リーグ）新記録の40ホールド・45ホールドポイントで最優秀中継ぎ投手のタイトルを獲得するなど、チームのパ・リーグ優勝や日本シリーズ制覇に大きく貢献した。また、この年から4年連続でオールスターゲームに出場している。
2007年は一軍公式戦64試合の登板で28ホールドポイント（いずれもリーグ2位）をマーク。シーズン終了後のの契約更改で、1億円プレイヤーの仲間入りを果たした。
2008年は前半戦こそ安定していたものの、8月以降に疲労の蓄積で不調に陥った。シーズン通算の敗戦数は自己最多の7敗で、パ・リーグのペナントレースを制した埼玉西武ライオンズを相手に4敗を喫したほか、終盤にはセットアッパーの座を建山義紀に明け渡した。この年以降の契約更改では、野球への造詣が深く、『行列のできる法律相談所』などの番組出演で知られる北村晴男（弁護士）を代理人に立てている。
2009年はマイケルの退団を機にクローザーへ転向。レギュラーシーズンでは、一軍公式戦で3勝無敗、34セーブ、4ホールドという好成績でチームをリーグ優勝へ導くと共に、最多セーブ投手のタイトルを獲得した。パ・リーグで最優秀中継ぎと最多セーブのタイトルを獲得した投手は、武田が初めてである。チームのクライマックスシリーズ（CS）突破で臨んだ読売ジャイアンツとの日本シリーズでは、第2戦でシリーズ初セーブを記録。東京ドームで催された第5戦でも、1点リードの9回裏に登板した。しかし先頭打者・亀井義行の初球にソロ本塁打を浴び、続く谷佳知は1球で凡退させるも、次打者・阿部慎之助への2球目でサヨナラソロ本塁打を被弾。わずか4球を投げただけで、この年の公式戦唯一の黒星を喫したが、シリーズ後に推定年俸1億9,000万円という条件で契約を更改した。
2010年は一軍公式戦へのシーズン初登板で本塁打を浴びたことを皮切りに、3試合連続で救援に失敗。後に中継ぎへ再び回ったこともあって、シーズン初セーブは6月18日の対オリックス・バファローズ戦にまで持ち越された。シーズン全体では、一軍公式戦で5年連続の50試合登板を達成したものの、防御率やセーブ数は前年を大きく下回った。
2011年はレギュラーシーズンでクローザーへ返り咲いた末に、一軍公式戦で6年連続50試合に登板。パ・リーグで初めて同一シーズンに公式戦通算100ホールドと100セーブを達成したほか、防御率1.03、WHIPは0.78、37セーブというキャリアハイの成績で、最多セーブ投手のタイトルを2年振りに獲得した。さらに、登板試合で1本も本塁打を許さなかったほどの安定した投球を見せた。しかし、西武とのCSファーストステージ第1戦では1点リードの9回にマウンドに上がったが、2死1.2塁のピンチを背負うと浅村栄斗に同点適時打を打たれ救援失敗。先発ダルビッシュ有の勝ちを消しただけでなく、チームも延長11回に勝ち越されて敗れた。シーズン終了後に、推定年俸2億3,000万円という自己最高の条件で契約を更改した。
2012年は一軍公式戦の開幕直後から不調で、5月には膝の故障で戦線を離脱した。それでも復帰後は好調で、9月には月間11セーブのパ・リーグ新記録を達成するとともに、月間MVPを初めて受賞した。レギュラーシーズンの通算セーブ数は32で、前年に続いて最多セーブ投手のタイトルを獲得したほか、チームをリーグ優勝に導いた。シーズンの終了後に、チームの現役選手では最高額の年俸2億4,000万円（推定）という条件で契約を更改。
2013年は7月10日の対東北楽天ゴールデンイーグルス戦で一軍公式戦通算150セーブ、8月22日の同カード（いずれもクリネックススタジアム宮城）で通算500試合登板を達成。しかし、4月に腹直筋の炎症、6月にも右肘の張りで戦線を離脱したため、一軍公式戦への登板数が8年振りに50試合を切った。WHIPは1.75、被打率は3割以上に達したものの、救援の失敗は少なく、リーグ2位の31セーブを記録。3年連続4度目の30セーブを達成した。シーズンの終了後には、現状維持の条件で契約を更改したものの、前年に続いてチームの現役選手で最高額の年俸を確定させた。
2014年は3月28日にオリックスとのレギュラーシーズン開幕戦（札幌ドーム）9回表に登板したが、1点のリードを守り切れずに同点へ追い付かれた末に降板（チームは延長12回の裏にサヨナラ勝利）。その後の登板試合でも救援の失敗が相次いだことに加えて、インフルエンザへ感染したことから、4月8日に出場選手登録を抹消された。同月29日に再び登録されたが、2試合に登板しただけで、自身の志願によって5月2日に登録を再び抹消。7月1日に一軍へ復帰したものの、わずか9日で登録を抹消されると、そのままシーズンを終えた。一軍公式戦への登板は9試合どまりで、WHIPは2.74、被打率は.371、防御率は8.22と軒並み低調だった。自身の抹消期間中に増井浩俊やマイケル・クロッタがクローザーで活躍したこともあって、シーズン終了後の契約交渉では、NPBが規定する年俸の減額制限（1億円以上の場合には40%）を超える減俸率を翌2015年の契約へ適用することを球団から打診。結局、この打診を受け入れたうえで、推定年俸8,000万円という条件で契約を更改した。減額幅は1億6,000万円、減俸率は78%で、いずれも球団史上最大とされている。
2015年は3月に左膝、8月にも右膝の手術を受けたため、プロ入り後初めて一軍公式戦に登板できなかった。シーズン終了後の契約交渉では、前年に続いて減額制限を超える減俸を打診された末に、推定年俸1,800万円という条件で契約を更改。自己最高額の年俸（2億4,000万円）を、わずか2年で2億2,200万円も減らされる羽目になった。
2016年は前年に受けた手術箇所のリハビリを経て、7月22日から一軍に昇格。同月27日の対西武戦（西武プリンス）9回裏に、一軍公式戦では2年振りの登板を果たした。この試合では4連打で2失点を喫した末に降板したが、監督の栗山英樹は、「（投げた）ボールは悪くなかった。（武田）久の姿を感動して見ていた」という表現で復帰を喜んだ。しかし、シーズン通算の登板数は5試合で、一軍公式戦としては自己最少だった。
2017年は開幕こそ一軍で迎えたが一軍公式戦の登板が7試合に留まった。シーズン終盤の9月には球団から引退勧告を受けたが、他球団での現役続行を希望したため、10月5日に退団が発表された。

### 日本ハム退団後
2018年からは古巣の日本通運硬式野球部に選手兼コーチとして復帰。現役生活を続けながら生田目翼などを指導した。生田目が古巣の日本ハムへ入団した2019年オフに現役を引退。コーチ職からも退いた上で、日本通運を再び退社した。

### 現役引退後
2020年からは日本製鉄東海REXで投手コーチを務めた。
2023年10月30日、2024年より投手コーチとして日本ハムに復帰すると発表された。背番号は73。

## 選手としての特徴
膝が地面に着くほど沈み込む低い重心から投げるフォームから平均球速約140km/h、最速147km/hのストレートとスライダー、シュート、フォークボール、カーブを投げる。独特の低いリリースポイントから放たれるストレートは打者から浮き上がるように見えるという。

## 人物
- 実家は徳島市内のラーメン屋「名東軒」を経営している。2014年、DeNA監督時代の中畑清が頸椎椎間板ヘルニアで徳島県内の病院に入院した際、外出許可を取り名東軒に訪れたことがある[18]。
- オートレースの熱心なファンとして知られ、オフ中には川口オートレース場に随時来場している。近時、スーパースター王座決定戦中継に毎年ゲスト出演している。

## 詳細情報

### 年度別投手成績
| 年 度      | 球 団      | 登 板 | 先 発 | 完 投 | 完 封 | 無 四 球 | 勝 利 | 敗 戦 | セ 丨 ブ | ホ 丨 ル ド | 勝 率 | 打 者 | 投 球 回 | 被 安 打 | 被 本 塁 打 | 与 四 球 | 敬 遠 | 与 死 球 | 奪 三 振 | 暴 投 | ボ 丨 ク | 失 点 | 自 責 点 | 防 御 率 | W H I P |
| ---------- | ---------- | ----- | ----- | ----- | ----- | -------- | ----- | ----- | -------- | ----------- | ----- | ----- | -------- | -------- | ----------- | -------- | ----- | -------- | -------- | ----- | -------- | ----- | -------- | -------- | ------- |
| 2003       | 日本ハム   | 13    | 0     | 0     | 0     | 0        | 1     | 0     | 0        | --          | 1.000 | 66    | 17.2     | 10       | 0           | 4        | 0     | 1        | 15       | 0     | 0        | 6     | 6        | 3.06     | 0.79    |
| 2004       | 日本ハム   | 7     | 0     | 0     | 0     | 0        | 0     | 0     | 0        | --          | ----  | 39    | 7.1      | 7        | 0           | 11       | 1     | 0        | 3        | 0     | 0        | 6     | 5        | 6.14     | 2.45    |
| 2005       | 日本ハム   | 23    | 0     | 0     | 0     | 0        | 2     | 0     | 2        | 5           | 1.000 | 124   | 34.1     | 23       | 1           | 4        | 1     | 1        | 21       | 0     | 0        | 3     | 3        | 0.79     | 0.79    |
| 2006       | 日本ハム   | 75    | 0     | 0     | 0     | 0        | 5     | 3     | 3        | 40          | .625  | 321   | 81.2     | 71       | 1           | 8        | 2     | 4        | 61       | 0     | 0        | 20    | 19       | 2.09     | 0.97    |
| 2007       | 日本ハム   | 64    | 0     | 0     | 0     | 0        | 7     | 6     | 2        | 28          | .538  | 302   | 74.1     | 68       | 2           | 16       | 2     | 6        | 53       | 1     | 0        | 20    | 20       | 2.42     | 1.13    |
| 2008       | 日本ハム   | 62    | 0     | 0     | 0     | 0        | 4     | 7     | 6        | 21          | .364  | 269   | 61.1     | 68       | 9           | 19       | 1     | 1        | 40       | 0     | 0        | 31    | 30       | 4.40     | 1.42    |
| 2009       | 日本ハム   | 55    | 0     | 0     | 0     | 0        | 3     | 0     | 34       | 4           | 1.000 | 243   | 60.0     | 54       | 1           | 14       | 0     | 0        | 38       | 0     | 0        | 10    | 8        | 1.20     | 1.13    |
| 2010       | 日本ハム   | 58    | 0     | 0     | 0     | 0        | 1     | 5     | 19       | 4           | .167  | 241   | 56.1     | 63       | 5           | 16       | 3     | 5        | 37       | 2     | 0        | 28    | 24       | 3.83     | 1.40    |
| 2011       | 日本ハム   | 53    | 0     | 0     | 0     | 0        | 2     | 2     | 37       | 1           | .500  | 191   | 52.1     | 32       | 0           | 9        | 4     | 1        | 28       | 0     | 0        | 6     | 6        | 1.03     | 0.78    |
| 2012       | 日本ハム   | 56    | 0     | 0     | 0     | 0        | 4     | 4     | 32       | 3           | .500  | 230   | 54.1     | 56       | 2           | 19       | 3     | 0        | 34       | 2     | 0        | 14    | 14       | 2.32     | 1.38    |
| 2013       | 日本ハム   | 47    | 0     | 0     | 0     | 0        | 2     | 2     | 31       | 1           | .500  | 227   | 47.1     | 64       | 3           | 16       | 3     | 3        | 28       | 3     | 0        | 13    | 12       | 2.28     | 1.69    |
| 2014       | 日本ハム   | 9     | 0     | 0     | 0     | 0        | 0     | 1     | 1        | 0           | .000  | 48    | 7.2      | 16       | 0           | 5        | 0     | 0        | 7        | 1     | 0        | 10    | 7        | 8.22     | 2.74    |
| 2016       | 日本ハム   | 5     | 0     | 0     | 0     | 0        | 0     | 0     | 0        | 0           | ----  | 27    | 4.1      | 11       | 0           | 1        | 0     | 2        | 0        | 0     | 0        | 7     | 7        | 14.54    | 2.77    |
| 2017       | 日本ハム   | 7     | 0     | 0     | 0     | 0        | 0     | 0     | 0        | 0           | ----  | 36    | 7.1      | 11       | 1           | 3        | 0     | 0        | 3        | 0     | 0        | 4     | 3        | 3.68     | 1.91    |
| 通算：15年 | 通算：15年 | 534   | 0     | 0     | 0     | 0        | 31    | 30    | 167      | 107         | .508  | 2364  | 566.1    | 554      | 25          | 145      | 20    | 24       | 368      | 9     | 0        | 178   | 164      | 2.61     | 1.23    |

- 各年度の太字はリーグ最多

### タイトル
- 最多セーブ投手：3回（2009年、2011年、2012年）[注 3]※パ・リーグタイ記録（他はD.サファテ）
- 最優秀中継ぎ投手：1回（2006年）[注 3]

### 表彰
- 月間MVP：1回（投手部門：2012年9月）

### 記録
初記録
- 初登板：2003年4月27日、対大阪近鉄バファローズ5回戦（東京ドーム）、7回表無死に3番手で救援登板、1回無失点
- 初奪三振：同上、7回表無死に川口憲史から
- 初勝利：2003年6月2日、対大阪近鉄バファローズ9回戦（東京ドーム）、4回表に2番手で救援登板、3回無失点
- 初ホールド：2005年8月19日、対オリックス・バファローズ12回戦（スカイマークスタジアム）、7回裏1死に3番手で救援登板、1回2/3を無失点
- 初セーブ：2005年9月22日、対オリックス・バファローズ17回戦（スカイマークスタジアム）、9回裏に2番手で救援登板・完了、1回無失点

節目の記録
- 100セーブ：2011年9月29日、対福岡ソフトバンクホークス23回戦（福岡Yahoo! JAPANドーム）、9回裏に2番手で救援登板・完了、1回無失点 ※史上24人目
- 150セーブ：2013年7月10日、対東北楽天ゴールデンイーグルス10回戦（日本製紙クリネックススタジアム宮城）、9回裏に3番手で救援登板・完了、1回無失点 ※史上11人目
- 500試合登板：2013年8月22日、対東北楽天ゴールデンイーグルス17回戦（日本製紙クリネックススタジアム宮城）、9回裏に4番手で救援登板・完了、1回1失点 ※史上89人目

その他の記録
- 12回延長継投ノーヒットノーラン：2006年4月15日、対福岡ソフトバンクホークス4回戦（福岡Yahoo! JAPANドーム）、八木智哉（1 - 10回裏）・武田（11回裏）・マイケル中村（12回裏）で達成 ※史上初(継投による同記録は65年ぶり）
- 3投手の継投によるノーヒットノーラン：同上 ※史上初
- 延長戦の継投によるノーヒットノーラン：同上 ※史上初
- 7年連続50試合登板：2006年 - 2012年 ※史上6人目
- 月間11セーブ：2012年9月 ※パ・リーグタイ記録
- オールスターゲーム出場：6回（2006年 - 2009年、2011年、2012年）

### 背番号
- 43（2003年の入団発表時のみ）
- 54（2003年[2]）
- 21（2004年[2] - 2017年）
- 73（2024年[15] - ）